# Ocean Gate
Ocean Gate è un borough degli Stati Uniti d'America, situato nello stato federale del New Jersey, nella contea di Ocean. Secondo il censimento del 2020, la popolazione è di 1 932 individui.